# 小説家を見つけたら
『小説家を見つけたら』（Finding Forrester）は、2000年のアメリカ映画。ショーン・コネリー主演、ガス・ヴァン・サント監督。

## ストーリー
ニューヨークの下町ブロンクス。文学の才能を持つ16歳の黒人少年ジャマールは、友人たちにそそのかされアパートの部屋に忍び込んだが、そこにリュックを忘れてきてしまう。後日、戻ってきたリュックの中にあった創作ノートには赤字で批評がされていた。
部屋の持ち主の老人は、フォレスターという小説家だった。処女小説でピュリツァー賞を受賞し、次回作を期待されながら姿を消した謎の人物だ。ジャマールは彼に興味を持ち、作文を持ち込んで強引に添削を頼み込んだ。
成績のいいジャマールは、有名私立高校へ学費免除で転校したが、教師のクロフォードはジャマールを嫌い、急速に上達していく文章力を疑っていた。学校の作文コンテスト用にフォレスターの部屋で書いた文章を提出するジャマール。だが、その文章は練習用で、タイトルと冒頭部分が、フォレスターの古いエッセイの写しだったのだ。それに気づいたクロフォードは盗作と決め付け、ジャマールは退学の危機に追い込まれた。
作文コンテストの当日、学校に現れるフォレスター。ジャマールを友と呼んでその危機を救ったフォレスターは、故郷のスコットランドに旅立つと宣言した。やがてジャマールの卒業が近づいたある日、弁護士がフォレスターの訃報と遺品を持って現れた。フォレスターは新作の小説を書き遺したのだった。

## キャスト
※括弧内は日本語吹替
- ウィリアム・フォレスター - ショーン・コネリー（内田稔）
- ジャマール・ウォレス - ロブ・ブラウン（英語版）（福山廉士）
- ロバート・クロフォード教授 - F・マーリー・エイブラハム（菅生隆之）
- クレア・スペンス - アンナ・パキン（小島幸子）
- テレル・ウォレス - バスタ・ライムス（田中正彦）
- スティーヴン・サンダーソン弁護士 - マット・デイモン[2]（平田広明）
- ジャニス・ウォレス - ステファニー・ベリー（藤生聖子）
- マシューズ教授 - リチャード・イーストン（石波義人）
- スペンス博士 - マイケル・ヌーリー（小山武宏）
- マシー - グレン・フィッツジェラルド（松本保典）
- フライ - フライ・ウィリアムズ・三世（鳥海勝美）
- ケンゾウ - ダマニー・マシス（大黒和広）
- クレイ - ダミアン・リー（水島大宙）
- デイモン - リル・ゼイン（齋藤龍吾）
- ジョン・コールリッジ - マイケル・ピット（保志総一朗）
- デヴィッド・ブラッドリー - マット・マロイ（大川透）
- ジョイス - エイプリル・グレース（小野未喜）
- ジョン・ハートウェル - マシュー・ノア・ワード（鈴木正和）
- ギャリック - トム・カーンズ（斉藤次郎）
- 図書館員 - ソフィア・ウー（白木克枝）

## 音楽
映画の音楽は、テレンス・ブランチャードが作曲した。